# Márcio Azevedo
Márcio Gonzaga de Azevedo (Guarabira, Brasil, 5 de febrero de 1986) es un futbolista brasileño. Juega de defensa en el ABC del Campeonato Brasileño de Serie B.

## Trayectoria

### Juventude
Hizo las divisiones menores en Clube Juventude, ascendiendo al equipo principal en el 2004. Aquel año consigue clasificar a la Copa Sudamericana 2005. Ese año compartió la defensa con una joven promesa como Thiago Silva. Jugó la Copa Sudamericana 2005, perdiendo en la primera ronda contra Cruzeiro.

### Fortaleza
A mediados del 2007 se marcha a préstamo al Fortaleza Esporte Clube de la Serie B por un año.

### Atlético Paranaense
Llega en el 2008 al Atlético Paranaense con el que juega la Copa Sudamericana 2008 y Copa Sudamericana 2009. Aquí jugó al lado de Alex Sandro y el paraguayo internacional Julio Dos Santos.

### Botafogo
En el 2011 llega al Botafogo con el que juega Copa Sudamericana 2011 y Copa Sudamericana 2012.

## Clubes
| Club                            | País    | Año       |
| ------------------------------- | ------- | --------- |
| E. C. Juventude                 | Brasil  | 2004-2008 |
| Fortaleza E. C. (cedido)        | Brasil  | 2007-2008 |
| Atlético Paranaense             | Brasil  | 2008-2010 |
| Botafogo                        | Brasil  | 2011-2013 |
| Metalist Járkov                 | Ucrania | 2013-2014 |
| Shakhtar Donetsk                | Ucrania | 2014-2018 |
| PAOK de Salónica F. C. (cedido) | Grecia  | 2018      |
| Atlético Paranaense             | Brasil  | 2018-2021 |
| ABC                             | Brasil  | 2023-     |

## Palmarés

### Campeonatos internacionales
| Título            | Equipo              | Sede       | Año  |
| ----------------- | ------------------- | ---------- | ---- |
| Copa Sudamericana | Atlético Paranaense | Curitiba   | 2018 |
| Copa Sudamericana | Atlético Paranaense | Montevideo | 2021 |